# Zosterops splendidus
Zosterops splendidus là một loài chim trong họ Zosteropidae.